# Alfred Perutz
Alfred Perutz (* 5. August 1885 in Triest; † 29. August 1934 in Wien) war ein österreichischer Dermatologe und Syphilis-Forscher.

## Leben

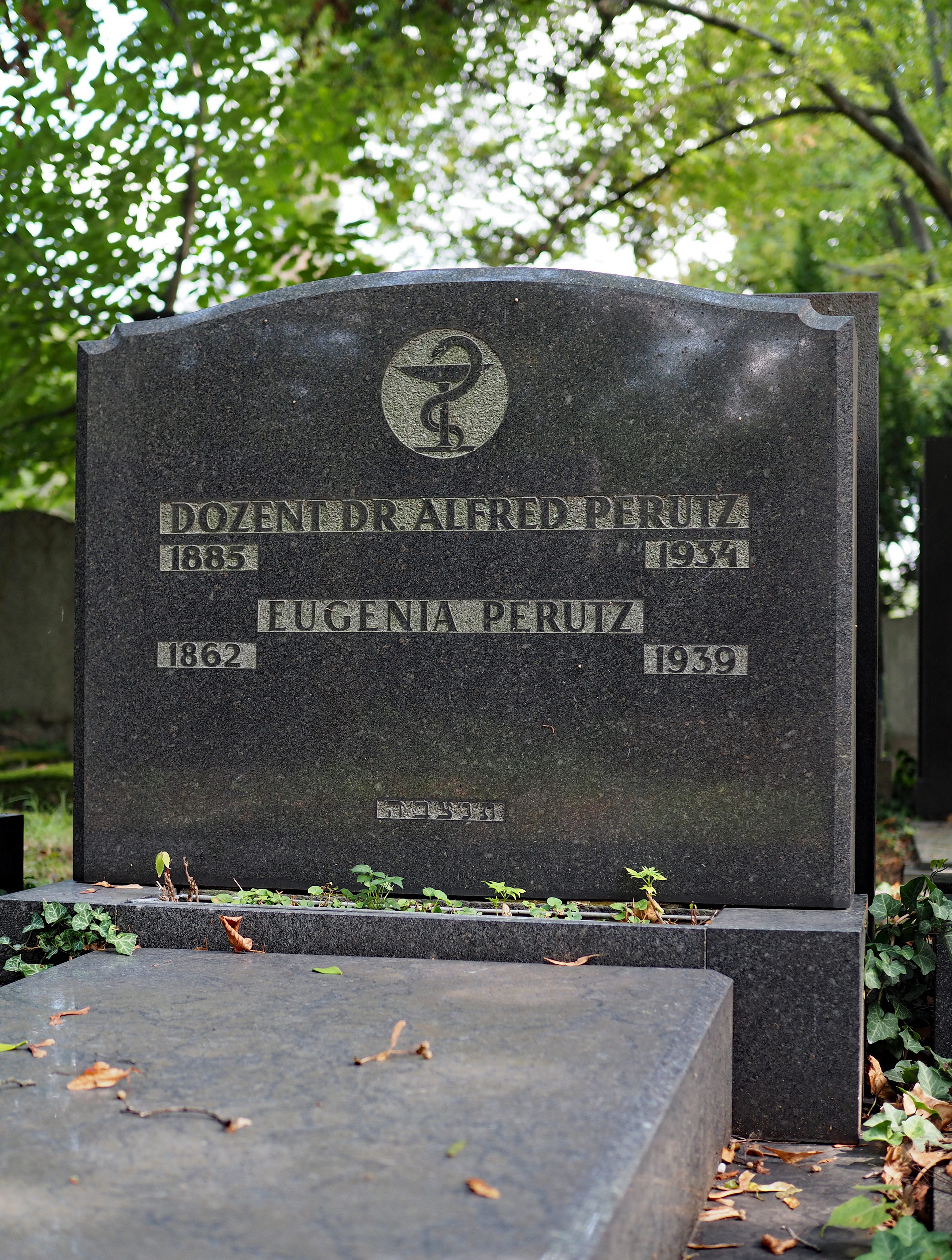
Grabstätte von Alfred Perutz

Alfred Perutz studierte zwischen 1906 und 1911 an der Universität Wien Medizin, wo er 1912 promoviert wurde. Seine fachliche Ausbildung erhielt er in Wien (unter anderem bei Salomon Ehrmann) und 1912 bis 1913 in Würzburg bei Karl Zieler, wo er seine herausragende Arbeit Die Serodiagnose der Syphilis mittels Praecipitation von Natrium glycocholicum unter Heranziehung des Cholesterins publizierte. 1919 habilitierte er sich als Dermatologe und Syphilidologe.
Beruflich war er in Wien am Kaiser-Franz-Joseph-Ambulatorium und Jubiläumsspital als Abteilungsvorstand der Dermatologischen Abteilung tätig. Als Mediziner beschäftigte er sich mit der Physiologie der Geschlechtsorgane, der physiologischen Chemie und Pharmakologie der Haut sowie Allergien beim Ekzem und Gewerbekrankheiten.
Nach seiner Zeit als Abteilungsvorstand betätigte er sich auch als Mitarbeiter am Lexikon der gesamten Therapie.
Alfred Perutz wurde in der Neuen Jüdischen Abteilung des Wiener Zentralfriedhofes bestattet (Tor 4, Gruppe 15a, Reihe 6, Nr. 27).

## Schriften
- Moderne Gonorrhöebehandlung beim Manne, Wien (usw.), Perles, 1923
- Die medikamentöse Behandlung der Harnröhrengonorrhöe des Mannes und deren pharmakologische Grundlagen, Wien, Urban & Schwarzenberg, 1925
- Allgemeine Therapie der Hautkrankheiten, Wien & Berlin, Springer, 1930
- Die Harnröhrengonorrhoe des Mannes und ihre Komplikationen, Wien & Berlin, Springer, 1931
- Beiträge zur experimentellen Pharmakologie des männlichen Genitales, Wien, Institut für allgemeine und experimentelle Pathologie der Universität Wien, 1924, zusammen mit Konrad Merdler